# Will Greaves
Pour les articles homonymes, voir Greaves.
Will Greaves est un homme politique canadien en Colombie-Britannique.
Il est député de la circonscription fédérale britanno-colombienne de Victoria à la Chambre des communes depuis 2025 sous la bannière du Parti libéral du Canada,.

## Biographie
Greaves est le fils et le petit-fils de diplomate travaillant pour le service des Affaires étrangères canadien.
Il réalise un Bachelor of Arts de l'université Bishop de Lennoxville au Québec, un Master of Arts de l'université de Calgary en Alberta, ainsi qu'un Philosophiæ doctor (PhD) de l'université de Toronto en Ontario. Il travaille ensuite en tant que professeur associé en science politique de l'université de Victoria en Colombie-Britannique.